# Mas Oliver (Badalona)
El Mas Oliver o Can Ribó és una antiga masia del barri de Canyet de Badalona, catalogada com a bé cultural d'interès local.

## Història
Segons el fogatge de 1553, hi residia un tal Joan Oliver. Al segle xviii, Eulàlia Oliver es va casar amb Bernat Mas, i posteriorment, el propietari era Pau Mas Oliver, constructor de carros i cotxes, que donaria nom a la masia (Can Mas Oliver).
El 1835, amb motiu de l'incendi de Sant Jeroni de la Murtra, els propietaris hi van guardar la imatge del Sant Crist. La finca va acabar en mans de la família Ribó, que van ser també propietaris de l'antiga Corderia Ribó, a Canyadó. Les obres de reforma i ampliació de la casa es van fer el 1930, i se n'encarregà l'arquitecte Joan Padrós i Fornaguera.

## Arquitectura
És una masia de tipus basilical, amb planta baixa, pis i golfes. A la planta baixa trobem el portal d'arc de mig punt, amb dovelles totes de la mateixa mida i ben treballades. A banda i banda hi ha una finestra rectangular amb reixes. El primer pis compta amb un balcó amb finestres rectangulars a cada banda amb ampit i dovelles de pedra. Les golfes tenen tres finestres iguals d'arc de mig punt, fetes amb maons.
La façana ha estat emblanquinada, presenta uns petits fanals a cada banda de la porta i un rellotge de sol a l'esquerra del balcó. La teulada, realitzada amb teula àrab, té un ampli ràfec. A la construcció original, se li afegiren uns cossos laterals de dues plantes, el de l'esquerra sobresurt de la resta de l'edifici. La planta superior és de doble terrassa.
Al voltant de la casa hi un jardí orientat al mar. D'altra banda, l'interior de la casa té objectes i mobiliari de gran valor, principalment un dels dormitoris i una sala isabelina. L'antic celler ha estat restaurat conservant les bótes, i les quadres s'han convertit en garatges.